# Tom Morrissey
Thomas Patrick „Tom” Morrissey (ur. 2 września 1888 w Yonkers, zm. 1 października 1968 tamże) – amerykański lekkoatleta, uczestnik igrzysk olimpijskich w Londynie 1908 r.
Dzięki zwycięstwu w maratonie bostońskim brał udział w maratonie na igrzyskach w Londynie (1908). Zawody odbyły się 24 lipca. Morrissey biegu nie ukończył.

## Rekordy życiowe
- maraton – 2:25:44 (1908)